# Museo del Traje

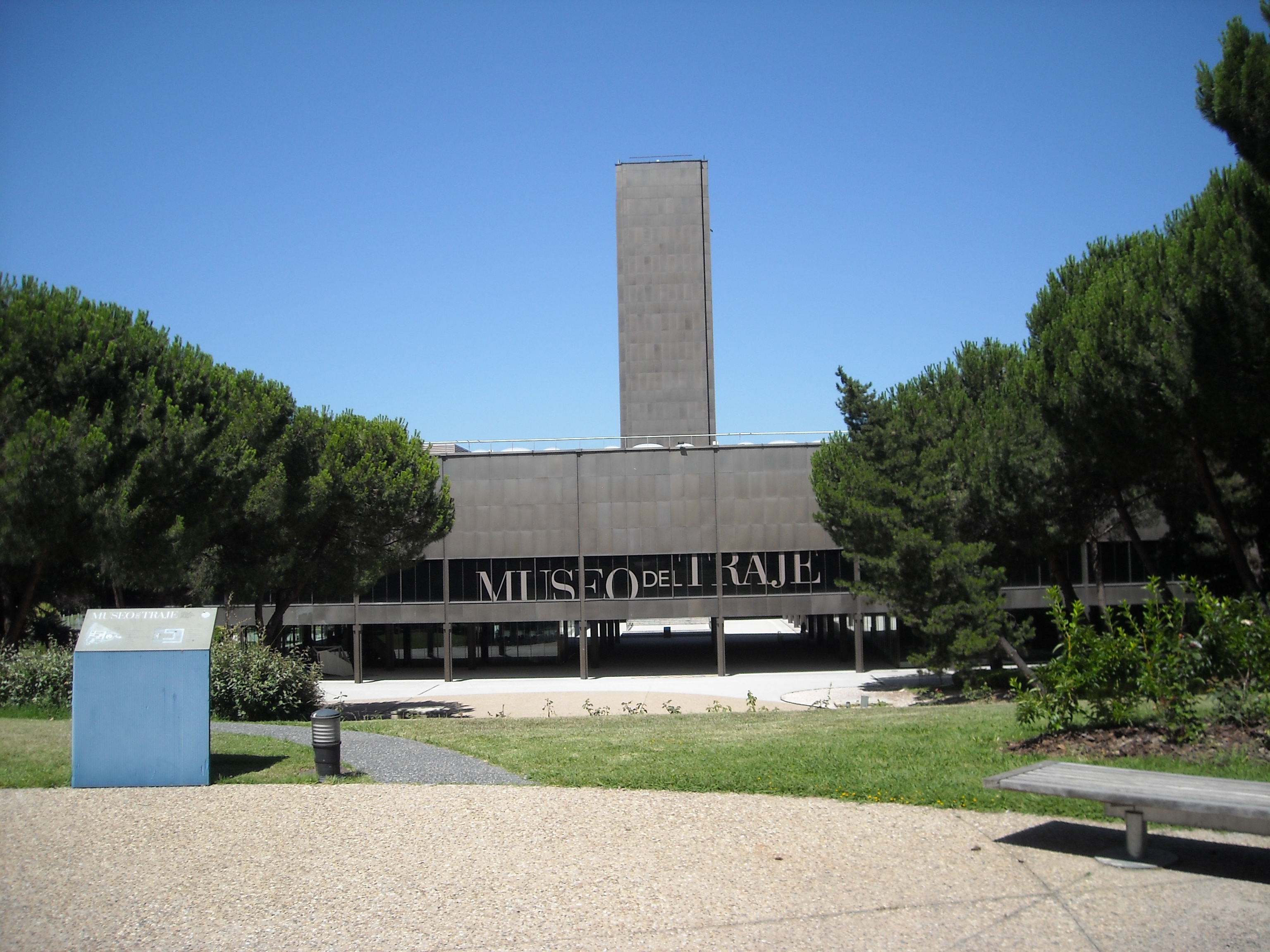
Museo del Traje Madrid

Das Museo del Traje in Madrid ist ein spanisches Museum zur Geschichte der Kostüm- und Trachtenmode sowie der Textilproduktionstechnik.

## Namensbezeichnungen
Im Jahr 1925 wurde die Ausstellung unter der Bezeichnung Exposición del Traje Regional e Histórico eröffnet, die von 1927 bis 1934 Museo del Traje Regional e Histórico hieß. Danach erfolgte die Umbenennung in Museo del Pueblo Español und 1993 in Museo Nacional de Antropología. Seit 2004 wird es als Museo del Traje bezeichnet und ist das Centro de Investigación del Patrimonio Etnológico (Zentrum für ethnologische Kulturforschung). Die Museumsdirektorin ist Helena López de Hierro d’Aubarède unter dem Ministerium für Kultur.

## Beschreibung
Das 1925 gegründete Kostüm- und Trachtenmuseum ist das Zentrum für ethnologische Forschung in Spanien. Die Ausstellung bietet Zugang zu Informationen und grafische Dokumentation von mehr als 11.000 Kulturgütern. Die Ausstellung umfasst 5.729 Objekte und wird durch eine Sammlung von 5.390 Archivbeständen ergänzt. Die Dauerausstellung in den Vitrinen des Museums folgt einem Rotationsplan. Zudem werden temporäre Ausstellungen gezeigt. Das Museo del Traje verfügt über eine eigene Restaurationswerkstatt.

## Bibliothek
Die Bibliothek des Museums bietet Informationsdienstleistungen und Dokumentation für Fachkräfte, Forscher und die allgemeine Öffentlichkeit. Sie beherbergt eine Sammlung von Dokumenten und Literatur über Anthropologie, das ethnologischen Erbe der spanischen Kultur sowie die historische Entwicklung der Kostüm- und Textilproduktiontechniken bis hin zu den neuesten Trends in der Modebranche. Sie befindet sich im 1. Stock, mit direktem Zugang vom Haupteingang aus und umfasst eine Fläche von 1000 m². Der Lesesaal verfügt über 36 Plätze. Der digitalisierte Gesamtkatalog ist für die Nutzer des Leseraums sowie über Internetzugang möglich.